# Hepatica falconeri
Hepatica falconeri är en ranunkelväxtart som först beskrevs av Thoms., och fick sitt nu gällande namn av Steward. Hepatica falconeri ingår i släktet blåsippor, och familjen ranunkelväxter. Inga underarter finns listade i Catalogue of Life.